# Unione civile (ordinamento italiano)
L'unione civile è un istituto giuridico comportante la disciplina giuridica di una coppia formata da persone dello stesso sesso, finalizzato a stabilirne diritti e doveri reciproci. 
Le coppie di persone dello stesso sesso anagrafico che accedono a questo istituto hanno tutti i diritti e i doveri delle coppie sposate, tranne l’adozione. L'unione civile incide sullo stato civile della persona.
L'istituto, in vigore dal 5 giugno 2016, è stato introdotto dall'art. 1, commi 1-35, della Legge 20 maggio 2016, n. 76, a volte chiamata legge Cirinnà dal nome della senatrice promotrice e prima firmataria, pubblicata nella Gazzetta Ufficiale della Repubblica Italiana il 21 maggio 2016 (GU Serie Generale n.118 del 21-5-2016) e denominata "Regolamentazione delle unioni civili tra persone dello stesso sesso e disciplina delle convivenze".

## Storia dell'introduzione dell'unione civile nell'ordinamento italiano

### Le proposte di legge dal 1986 al 2008

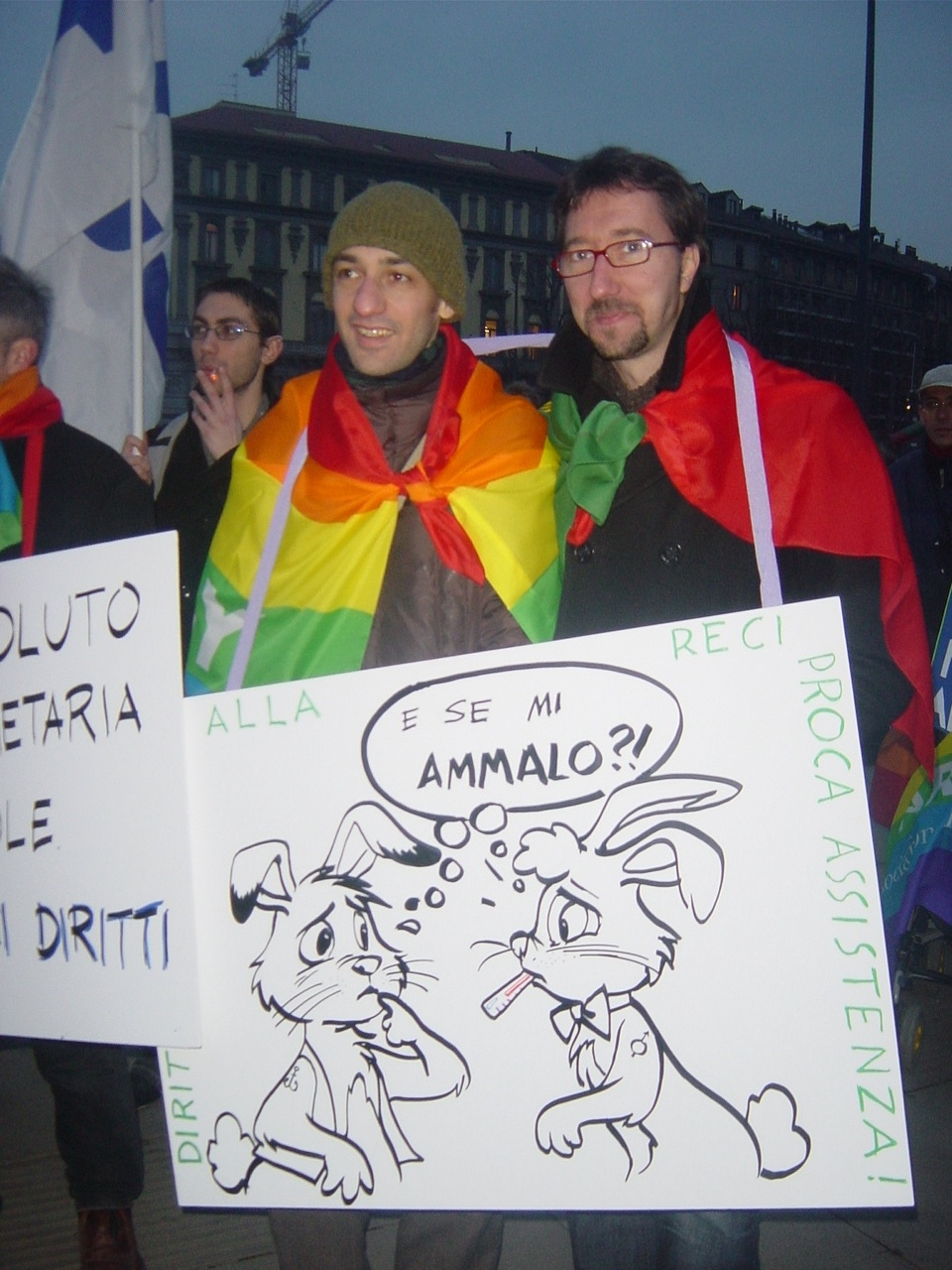
Manifestazione in favore dei Pacs, febbraio 2006.

In Italia tale istituto giuridico fu proposto per la prima volta nel 1986 con la "Interparlamentare donne Comuniste" e ad Arcigay (associazione per i diritti degli omosessuali), si incominciò a discutere per la prima volta in ambito parlamentare di unioni civili. 
In particolare, furono la senatrice Ersilia Salvato e le deputate Romana Bianchi e Angela Maria Bottari a presentare alle rispettive Camere di appartenenza un disegno di legge sulle unioni civili.
Nel 1988, su insistenti pressioni di Arcigay, Agata Alma Cappiello, avvocato e parlamentare socialista, presentò la prima proposta di legge (PdL N. 2340, Disciplina della famiglia di fatto, 12 febbraio 1988), mai calendarizzata, per il riconoscimento delle convivenze, riportando la dicitura "tra persone", prescindendo quindi dal sesso e dalla identità di genere.
La proposta Cappiello, che ebbe ampia risonanza sulla stampa (la quale, con una semplificazione giornalistica, parlò di "matrimonio di serie b") adombrava il riconoscimento anche delle coppie omosessuali.
Negli anni novanta divenne consistente il numero di proposte di legge per le unioni civili presentate sia alla Camera che al Senato, così come il numero di inviti del Parlamento europeo a parificare coppie gay con le eterosessuali, così come coppie conviventi e sposate.
Nel corso della XIII legislatura fu presentata almeno una decina di disegni di legge (da Nichi Vendola, Luigi Manconi, Gloria Buffo, Ersilia Salvato, Graziano Cioni, Antonio Soda, Luciana Sbarbati, Antonio Lisi, Anna Maria De Luca, e Mauro Paissan). 
Nessuno di questi disegni arrivò mai all'ordine del giorno dei lavori delle Camere, anche per il veto espresso ed esplicito delle gerarchie cattoliche, influenti su entrambe le coalizioni.
Ciò continuò anche nel nuovo millennio. Nel settembre 2003 il Parlamento europeo approvò una risoluzione sui diritti umani in Europa (conosciuta come Rapporto Sylla sul rispetto dei diritti umani nell'Unione europea) nella quale all'interno della sezione dedicata alle discriminazioni per orientamento sessuale: "ribadisce la propria richiesta agli Stati membri di abolire qualsiasi forma di discriminazione - legislativa o de facto - di cui sono ancora vittime gli omosessuali, in particolare in materia di diritto al matrimonio e all'adozione" e "raccomanda agli Stati membri di riconoscere, in generale, i rapporti non coniugali fra persone sia di sesso diverso che dello stesso sesso, conferendo gli stessi diritti riconosciuti ai rapporti coniugali, oltretutto adottando le disposizioni necessarie per consentire alle coppie di esercitare il diritto alla libera circolazione nell'Unione".
Nel corso della XIV legislatura, con l'attività politica del deputato Franco Grillini e della militanza omosessuale, il dibattito sull'approvazione di una proposta per i Pacs trovò un consenso trasversale. 
Franco Grillini, appena insediato, presentò una proposta di legge, l'8 luglio 2002 molto simile a quella firmata nella precedente legislatura dal deputato Soda, che ricalcava il matrimonio sul modello delle leggi nel frattempo approvate nei paesi di area scandinava a partire dalla Danimarca.
Un avvenimento che diede notevole risonanza ai Pacs fu l'unione, il 21 ottobre seguente, presso il Consolato francese a Roma, tra Alessio De Giorgi e Christian Pierre Panicucci (che possiede anche la cittadinanza francese; la Francia si era dotata di una legge sul Pacs nell'ottobre 1999), imprenditori e animatori della comunità virtuale Gay.it su Internet, nonché impegnati da anni nel movimento di liberazione omosessuale italiano. Il giorno stesso Franco Grillini presentò la proposta di legge, sottoscritta da 161 parlamentari di centro sinistra.
L'unione civile in Italia fu oggetto di un disegno di legge deliberato dal Consiglio dei ministri l'8 febbraio 2007 il quale avrebbe formalizzato il riconoscimento di tali unioni, sotto il nuovo nome di DICO - distaccandosi così dalle unioni di tipo francese e britannico - l'iter fu però interrotto dalla caduta del Governo Prodi II (e comunque non rientrava tra le priorità delle Camere una discussione su tale disegno di legge già nella seconda parte del Governo Prodi II).

Nel corso della XVI Legislatura venne depositato alla Camera dei deputati, dai deputati Lucio Barani e Francesco De Luca e su proposta dei ministri Renato Brunetta e Gianfranco Rotondi, un disegno di legge riguardante le coppie conviventi, conosciuto con il nome di DiDoRe (DDL N. 1756, Disciplina dei diritti e dei doveri di reciprocità dei conviventi, 8 ottobre 2008).

### Dall'inizio della XVII legislatura all'approvazione della legge Cirinnà

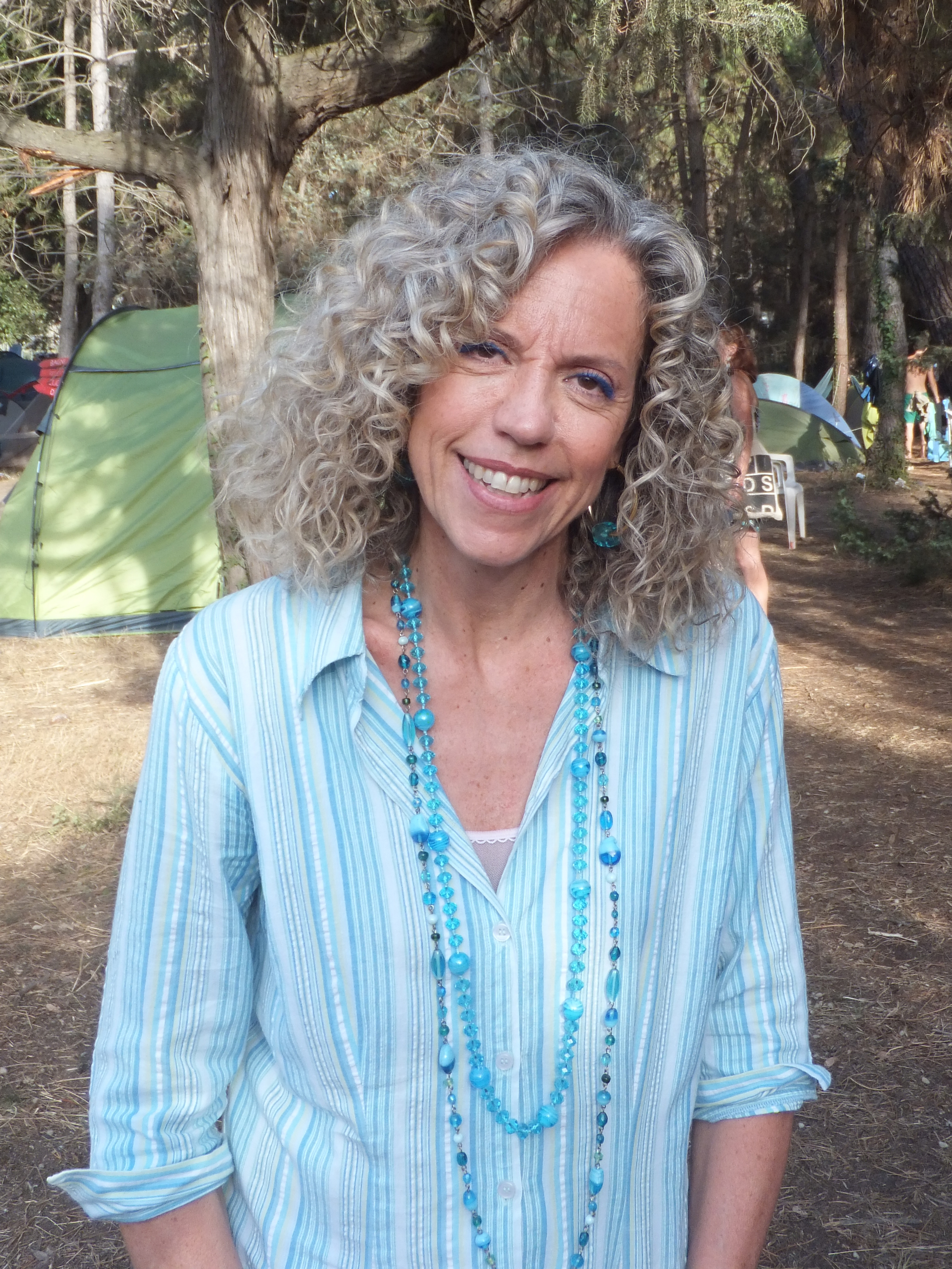
Monica Cirinnà, prima firmataria della legge.

Con la XVII legislatura, iniziata a marzo 2013, riprese la discussione in parlamento delle svariate proposte sulle
unioni civili tra le persone dello stesso sesso.
Al Senato la Commissione giustizia, in sede referente, iniziò ad esaminare in modo congiunto i disegni di legge n. 14 - Disciplina delle unioni civili, n. 197 - Modifica al codice civile in materia di disciplina del patto di convivenza, n. 239 - Introduzione nel codice civile del contratto di convivenza e solidarietà, n. 314 - Disciplina dei diritti e dei doveri di reciprocità dei conviventi, n. 909 - Normativa sulle unioni civili e sulle unioni di mutuo aiuto, n. 1211 - Modifiche al codice civile in materia di disciplina delle unioni civili e dei patti di convivenza, n. 1231 - Unione civile tra persone dello stesso sesso, n. 1316 - Disposizioni in materia di unioni civili, n. 1360 - Regolamentazione delle unioni civili tra persone dello stesso sesso, n. 1745 - Testo unico dei diritti riconosciuti ai componenti di una unione di fatto e n. 1763 - Disposizioni in materia di istituzione del registro delle stabili convivenze.
I disegni di legge in questione erano di iniziativa parlamentare; nel corso del 2014 si è parlato di un eventuale disegno di legge in materia di iniziativa del governo Renzi ma in seguito tale ipotesi è stata scartata.
Una prima proposta di testo unificato dei disegni di legge all'esame congiunto della commissione giustizia del Senato fu depositata a giugno 2014 dalla senatrice Monica Cirinnà (Pd), nominata relatrice; a questa prima proposta di testo unificato seguì una seconda proposta di testo unificato, depositata nel luglio seguente, e una terza proposta di testo unificato, depositata a marzo 2015.
La terza proposta di testo unificato fu adottata il 26 marzo 2015 come testo base per il proseguimento della discussione in commissione giustizia, che procedette con la presentazione degli emendamenti al testo.
Il testo unico avrebbe dovuto portare i medesimi benefici del matrimonio alla coppia che sottoscrive l'unione civile, ma la relatrice Cirinnà decise successivamente di eliminare dal testo ogni riferimento al matrimonio nominando, però, tutti gli articoli del Codice Civile che ne trattano; pertanto codesto DDL prevedeva il riconoscimento di quasi tutti i benefici riservati al matrimonio tra cui l'eredità, la pensione di reversibilità e l'adozione del figlio del partner, vietando esplicitamente però l'adozione congiunta da parte della coppia, imitando la legge sulle unioni civili tedesca approvata nel 2001. In più era previsto che l'unione civile fosse contraibile davanti all'Ufficiale dello stato civile solo da coppie dello stesso sesso.
Al termine dei lavori della commissione parlamentare, prima dell'approdo in aula della discussione, a votare favorevolmente il testo della relatrice furono il Partito Democratico ed il Movimento 5 Stelle, mentre a votare contro furono Nuovo Centrodestra, Lega Nord e Forza Italia. L'unico astenuto fu però un senatore di quest'ultimo partito. In tutto vi furono 14 voti a favore, 8 contrari ed un astenuto.
I tempi per l'esame degli emendamenti furono allungati poiché alcuni senatori di area cattolica contrari al disegno di legge proposero un numero massiccio di modifiche a fini prettamente ostruzionistici. Oltre la metà degli emendamenti presentati fu respinta per inammissibilità e durante le votazioni fu proposto di adottare la cosiddetta "regola del canguro", per eliminare gli "emendamenti fotocopia" posti dai contrari alla legge tesi ad ostruire il percorso della sua approvazione.
Il 13 gennaio 2016 il Centro Studi Livantino, un centro di studi giuridici di matrice conservatrice, presentò un appello al Parlamento italiano affinché i contenuti del DDL venissero annacquati, in quanto altrimenti i diritti concessi alle coppie omosessuali sarebbero stati troppo simili a quelli del matrimonio civile, e avrebbero aperto all’adozione del figlio del partner per le coppie omosessuali e sdoganato la surrogazione di maternità.
Il dibattito del nuovo DDL Cirinnà iniziò in Senato il 2 febbraio 2016. A pochi minuti dal primo voto dell'aula il Movimento 5 Stelle comunicò improvvisamente la propria contrarietà a votare la norma con lo strumento del canguro, nonostante le rassicurazioni fatte al Partito Democratico e agli attivisti LGBT nei giorni precedenti. 
Il Partito Democratico si vide allora costretto a richiedere la temporanea interruzione del dibattito parlamentare, rilevando un cambiamento totale delle forze politiche a sostegno della propria proposta di legge.
Il Governo guidato dal premier Matteo Renzi, temendo che il provvedimento non raggiungesse i voti necessari con la sola attività parlamentare, intervenne con forza nel dibattito e decise di accelerarne l'approvazione cercando l'accordo politico all'interno della propria maggioranza, essendo ormai sfumata l'idea del sostegno alle unioni civili da parte del Movimento 5 Stelle e di Sinistra Ecologia Libertà.
Il 23 febbraio presentò quindi un maxi emendamento del governo che recepiva quasi integralmente il DDL Cirinnà per l'istituzione delle unioni civili tra persone dello stesso sesso, qualificate come "formazione sociale specifica" con esplicito riferimento, però, all'articolo 2 della Costituzione e non all'articolo 29 (che tratta dell'istituzione del matrimonio).
Il nuovo testo prevedeva tutta la serie di diritti e doveri sostanzialmente identici a quelli previsti per il matrimonio, stralciando invece la possibilità di adozione del figlio naturale del partner (la cosiddetta stepchild adoption), cancellata in seguito al veto posto dall'ala cattolica e conservatrice della maggioranza (divenuta cruciale dopo l'abbandono del sostegno da parte del Movimento 5 Stelle e di Sinistra Ecologia Libertà) e allo stallo venutosi a verificare.
Fu cancellato anche l'obbligo di fedeltà per le parti dell'unione civile. Il testo, così modificato e su cui il Governo pose la questione di fiducia, fu approvato in prima lettura dal Senato nella seduta del 25 febbraio.
I voti favorevoli furono 173 (Partito Democratico, Nuovo Centrodestra, Scelta Civica, il gruppo Alleanza Liberalpopolare-Autonomie dei senatori ex-Forza Italia vicini a Denis Verdini, i senatori a vita Mario Monti, Giorgio Napolitano ed Elena Cattaneo), i contrari 71 (Sinistra Ecologia Libertà, alcuni senatori dissidenti di Nuovo Centrodestra, Forza Italia, Lega Nord). Il Movimento 5 Stelle non ha partecipato al voto, confermando la propria scelta di non votare a favore o contro il provvedimento.
Il disegno di legge passò all'esame della Camera il 9 maggio 2016; anche in questo caso il governo pose la questione di fiducia, evitando qualsiasi modifica rispetto al testo licenziato dal Senato, che fu approvato in via definitiva l'11 maggio con 372 voti favorevoli (Partito Democratico, Nuovo Centrodestra, Scelta Civica, Alleanza Liberalpopolare-Autonomie, Sinistra Ecologia Libertà, Partito Socialista Italiano, DeS, Centro Democratico, Minoranze linguistiche più 10 deputati dissidenti di Forza Italia), 51 contrari (Forza Italia, Lega Nord, Unione di Centro più diversi dissidenti di Nuovo Centrodestra e DeS) e 99 astenuti (Movimento 5 Stelle e Possibile).
La sera dell'approvazione si tennero sit-in di festeggiamenti in diverse piazze italiane e alcuni sindaci fecero illuminare i loro Municipi con i colori della bandiera arcobaleno. 
Non mancarono al tempo stesso le proteste e le polemiche soprattutto da parte del mondo cattolico: la Conferenza Episcopale Italiana criticò il ricorso al voto di fiducia, gli organizzatori della manifestazione per i diritti della famiglia tradizionale denominata "Family Day" e parte del centrodestra annunciarono l'avvio della raccolta firme, poi mai portata avanti, per un referendum abrogativo.
Il disegno di legge così approvato dal Parlamento è stato promulgato dal Presidente della Repubblica Italiana Sergio Mattarella il 20 maggio, per essere pubblicato il giorno successivo sulla Gazzetta Ufficiale della Repubblica Italiana. La legge è entrata quindi in vigore il 5 giugno 2016.
All'indomani dell'approvazione definitiva della legge da parte del Parlamento la maggioranza degli italiani (oltre il 60%) si dichiarava favorevole alla legge, soltanto un 19% si dichiarava contrario e un 21% ammetteva di non avere un'opinione precisa al riguardo.

### Cronologia delle proposte di legge sulle unioni civili (1986-2016)
- 1986 - L'"Interparlamentare donne comuniste" presenta una proposta di legge sia al Senato (prima firmataria Ersilia Salvato) che alla Camera dei deputati (prime firmatarie erano le deputate Romana Bianchi e Angela Maria Bottari).
- 1987 - Arcigay presenta ad un convegno in Parlamento una Legge per il riconoscimento legale delle convivenze di fatto (vedi: Arci gay nazionale (a cura di), Omosessuali e Stato, Cassero, Bologna 1988, p. 70).
- 12 febbraio 1988 - Alma Agata Cappiello presenta alla Camera dei deputati la proposta di legge Disciplina della famiglia di fatto (2340).
- 2 dicembre 1993 - Graziano Cioni presenta alla Camera dei deputati la proposta di legge In materia di unioni civili (3426).
- 1994
  - 7 giugno - Nichi Vendola presenta alla Camera dei deputati la proposta di legge Disposizioni in materia di unioni civili.
  - 27 ottobre - Graziano Cioni presenta alla Camera dei deputati la proposta di legge Disposizioni in materia di unioni civili.
- 1996
  - 17 maggio - Nichi Vendola presenta alla Camera dei deputati la proposta di legge Disciplina delle Unioni civili (1020).
  - 11 luglio - Luigi Manconi presenta al Senato la proposta di legge Normativa sulle unioni civili (935).
  - 22 ottobre - Ersilia Salvato presenta la proposta di legge Disciplina delle unioni civili (1518).
  - 11 dicembre - Gloria Buffo presenta la proposta di legge Norme sulle unioni civili (2870).
- 1997
  - 30 luglio - Graziano Cioni presenta la proposta di legge Disposizioni in materia di unioni civili (2725).
- 1998
  - 12 marzo - Antonio Soda presenta la proposta di legge Disciplina dell'unione affettiva (4657).
- 2000
  - 15 settembre - Maurizio Paissan presenta la proposta di legge Norme sulle unioni civili (7292).
  - Nel corso del 2000 sono presentate proposte di legge sulle unioni civili da Luciana Sbarbati, Antonio Lisi e Anna Maria De Luca.
- 2001
  - 31 maggio - Fiorello Cortiana presenta al Senato la proposta di legge Normativa sulle unioni civili (47).
  - 12 giugno - Titti de Simone presenta alla Camera dei deputati la proposta di legge Disciplina delle unioni civili (716).
  - 13 giugno - Katia Bellillo presenta la proposta di legge 795 sulle unioni civili.
  - 25 giugno - Luigi Malabarba presenta al Senato la proposta di legge Disciplina delle unioni civili (305).
  - 5 luglio - Alfonso Pecoraro Scanio presenta alla Camera dei deputati la proposta di legge Norme sulle unioni civili (1232).
  - 20 settembre - Antonio Soda presenta la proposta 1610 sulle unioni civili.
- 2002
  - 8 luglio - Franco Grillini presenta alla Camera dei deputati la proposta di legge Istituzione del registro delle unioni civili di coppie dello stesso sesso o di sesso diverso e possibilità per le persone dello stesso sesso di accedere all'istituto del matrimonio (2982).
  - 21 ottobre - Franco Grillini presenta alla Camera dei deputati la proposta di legge Disciplina del patto civile di solidarietà e delle unioni di fatto (3296).
- 2003
  - 14 aprile - Franco Grillini presenta alla Camera dei deputati la proposta di legge Disciplina dell'unione affettiva (3893).
  - 2 ottobre - Dario Rivolta presenta la proposta 4334 sulle unioni civili.
  - 21 ottobre - Alessandra Mussolini presenta la proposta 4405 sulle unioni civili.
  - 29 ottobre - Enrico Buemi presenta la proposta 4442 sulle unioni civili.
  - 12 novembre - Katia Bellillo presenta la proposta 44782 sulle unioni civili.
  - 22 dicembre - Chiara Moroni presenta la proposta 4585 sulle unioni civili.
  - 29 dicembre - Il Consiglio regionale della Toscana presenta la proposta 4588 sulle unioni civili.
- 1º ottobre 2004 - Titti De Simone presenta alla Camera dei deputati la proposta di legge Disciplina delle unioni civili (5321).
- 8 febbraio 2007 - È presentato dal Consiglio dei ministri il disegno di legge che formalizza i riconoscimenti delle convivenze in Italia, sotto il nome di DICO.
- 8 ottobre 2008 - Viene presentato il disegno di legge "Diritti e Doveri di Reciprocità dei conviventi" (noto come DiDoRe).
- 2016
  - 28 gennaio-25 febbraio - Viene discusso e approvato al Senato il disegno di legge Cirinnà il 25 febbraio, nella sua quarta stesura.
  - 11 maggio - Il disegno di legge Cirinnà viene approvato dalla Camera dei Deputati nella medesima stesura del Senato e viene firmato dal Presidente della Repubblica come legge 20 maggio 2016, n. 76.

## Contenuto
La Legge del 20 maggio 2016 n. 76 si compone di un unico articolo e 69 commi. L'istituto dell'unione civile tra persone dello stesso sesso è introdotto nella prima parte (commi 1-35); nella seconda (commi 36-65) trovano invece disciplina le convivenze di fatto. I commi 66-69 fanno una previsione degli oneri derivanti dall'attuazione dei commi dall'1 al 35 e delegano il Ministro dell'Economia e delle Finanze ad apportare eventuali variazioni di bilancio.

### Costituzione
Due persone maggiorenni dello stesso sesso possono costituire un'unione civile mediante dichiarazione di fronte all'ufficiale di stato civile e alla presenza di due testimoni. L'atto di costituzione dell'unione civile è registrato nell'archivio dello stato civile.
Non sono richieste dalla legge le formalità previste dal codice civile in merito alle pubblicazioni, a differenza del matrimonio. Bisogna infatti sottolineare che l'unione civile non è un matrimonio, ma una «specifica formazione sociale» composta da persone dello stesso sesso che permette un livello di tutela e diritto reciproco uguale al matrimonio. Quando, invece, si parla di coppia di fatto o convivenza di fatto ci si riferisce a coppie che possono essere eterosessuali o omosessuali; si tratta di una tutela molto più blanda, che può essere rafforzata da modelli di contratto di convivenza civile rafforzati e redatti da figure giuridiche.

### Diritti e doveri reciproci
Le parti che costituiscono l'unione civile possono stabilire di assumere, per la durata dell'unione civile stessa, un cognome comune scegliendolo tra i loro cognomi. La parte può anteporre o posporre al cognome comune il proprio cognome, se diverso, facendone dichiarazione all'ufficiale di stato civile.
Con la costituzione dell'unione civile tra persone dello stesso sesso le parti acquistano gli stessi diritti e assumono i medesimi doveri: dall'unione civile deriva l'obbligo reciproco all'assistenza morale e materiale e alla coabitazione, in base al comma 11 dell’art. 1, l. n. 76/2016, che sostanzialmente riproduce il testo dell’art. 143 c.c.
Entrambe le parti sono tenute, ciascuna in relazione alle proprie sostanze e alla propria capacità di lavoro professionale e casalingo, a contribuire ai bisogni comuni. Le parti concordano tra loro l'indirizzo della vita familiare e fissano la residenza comune, a ciascuna delle parti spetta il potere di attuare l'indirizzo concordato.

### Regime patrimoniale
Il regime patrimoniale dell'unione civile tra persone dello stesso sesso, in mancanza di diversa convenzione patrimoniale, è costituito dalla comunione dei beni. In materia di forma, modifica, simulazione e capacità per la stipula delle convenzioni patrimoniali si applicano gli articoli 162, 163, 164 e 166 del codice civile. Le parti non possono derogare né ai diritti né ai doveri previsti dalla legge per effetto dell'unione civile. Si applicano le disposizioni di cui alle sezioni II, III, IV, V e VI del capo VI del titolo VI del libro primo del codice civile.

### Estensione dei diritti matrimoniali
All'unione civile tra persone dello stesso sesso si applicano le disposizioni di cui al titolo XIII del libro primo del codice civile, nonché gli articoli 116, primo comma, 146, 2647, 2653, primo comma, numero 4), e 2659 del codice civile. La legge dispone che al solo fine di garantire l'effettività della tutela le disposizioni che si riferiscono al matrimonio e le disposizioni contenenti le parole « coniuge », « coniugi » o termini equivalenti, ovunque ricorrono nelle leggi, negli atti aventi forza di legge, nei regolamenti nonché negli atti amministrativi e nei contratti collettivi, si applicano anche ad ognuna delle parti dell'unione civile tra persone dello stesso sesso. 
Tale disposizione consente l'estensione alle parti dell'unione civile di tutti i diritti sociali, fiscali, patrimoniali previsti per le coppie eterosessuali sposate, compresa la reversibilità della pensione.
Si applicano le disposizioni previste dal capo III e dal capo X del titolo I, dal titolo II e dal capo II e dal capo V-bis del titolo IV del libro secondo del codice civile.
Prima della approvazione della legge Cirinnà, venivano riconosciuti alcuni diritti sociali e patrimoniali solo a poche categorie di persone:
- Giornalisti: nella coppia di fatto il partner poteva usufruire della Cassa mutua sanitaria in uso per la categoria professionale[46];
- Parlamentari: usufruivano dello stesso diritto dei giornalisti, ma in più potevano trasmettere la pensione di reversibilità al partner sopravvissuto[47].

### Adozione in casi particolari
La legge esclude che si applichino alle parti dell'unione civile le disposizioni di cui alla legge 4 maggio 1983, n. 184 in materia di adozioni. Tuttavia la legge prevede espressamente che "resta fermo quanto previsto e consentito in materia di adozione dalle norme vigenti", non impedendo così l'evoluzione giurisprudenziale che consente la possibilità da parte dei tribunali di applicare le norme sull'adozione in casi particolari che dal 2007 è ammessa anche in coppie non legate da vincolo matrimoniale e quindi anche a coppie omosessuali. L'adozione in casi particolari, ovvero la stepchild adoption, viene applicata dalla giurisprudenza nell'interesse del minore.
Poche settimane dopo l'entrata in vigore della legge Cirinnà, la prima sezione civile della Corte di Cassazione ha confermato una sentenza della Corte d'Appello di Roma con la quale è stata accolta la domanda di adozione di una minore proposta dalla compagna della madre, con lei convivente in modo stabile.
Con la sentenza 12962/16, pubblicata 22 giugno 2016, ha confermato questa adozione, affermando che "non determina in astratto un conflitto di interessi tra il genitore biologico e il minore adottando, ma richiede che l'eventuale conflitto sia accertato in concreto dal giudice". Secondo la Cassazione, inoltre, questa adozione "prescinde da un preesistente stato di abbandono del minore e può essere ammessa sempreché, alla luce di una rigorosa indagine di fatto svolta dal giudice, realizzi effettivamente il preminente interesse del minore".

### Scioglimento e assegno di mantenimento
La morte o la dichiarazione di morte presunta di una delle parti dell'unione civile ne determina lo scioglimento. L'unione civile si scioglie altresì nei casi previsti dall'articolo 3, numero 1) e numero 2), lettere a), c), d) ed e), della legge 1º dicembre 1970, n. 898, cioè nei casi in cui una delle due parti sia coinvolta o condannata in un procedimento penale per alcuni tipi di reati.
In caso di scioglimento, il componente della cessata unione civile ha diritto al mantenimento ai sensi dell’art. 5 della legge sul divorzio, in forza sia del richiamo espresso contenuto nell’art. 1, comma 25 della l. cit., sia della generale estensione della disciplina matrimoniale alle unioni civili contenuta nell’art. 1, comma 20 della l. cit.

### Applicazione della legge sul divorzio
A differenza del matrimonio, non è prevista per l'unione civile la separazione. Il procedimento di scioglimento può svolgersi di fronte all'ufficiale di stato civile e non in sede giudiziale con l'accordo delle parti. Diversamente si applicano le norme sul divorzio dinanzi al Tribunale.
L'unione civile si scioglie quando le parti hanno manifestato anche disgiuntamente la volontà di scioglimento dinanzi all'ufficiale dello stato civile. In tale caso la domanda di scioglimento dell'unione civile è proposta decorsi tre mesi dalla data della manifestazione di volontà di scioglimento dell'unione.
Si applicano, in quanto compatibili, gli articoli 4, 5, primo comma e dal quinto all'undicesimo comma, 8, 9, 9-bis, 10, 12-bis, 12-ter, 12-quater, 12-quinquies e 12-sexies della legge 1º dicembre 1970, n. 898, nonché le disposizioni di cui al titolo II del libro quarto del codice di procedura civile ed agli articoli 6 e 12 del decreto-legge 12 settembre 2014, n. 132, convertito, con modificazioni dalla legge 10 novembre 2014, n. 162.

### Rettificazione di attribuzione di sesso
La sentenza di rettificazione di attribuzione di sesso di una parte determina lo scioglimento automatico dell'unione civile: se le parti vorranno continuare a tutelare la loro unione attraverso un istituto giuridico dovranno necessariamente accedere al matrimonio. Viceversa, la sentenza di rettificazione di attribuzione di sesso di un coniuge determina l'automatica instaurazione dell'unione civile tra persone dello stesso sesso se entrambi i coniugi manifestano la volontà di non sciogliere il matrimonio o di non cessarne gli effetti civili, senza necessità di costituire ex novo un'unione civile.

### Coppie dello stesso sesso sposate all'estero
La Legge Cirinnà si applica alle coppie dello stesso sesso che hanno contratto all'estero matrimonio o istituto analogo alle unioni civili.
Anche prima della Legge Cirinnà a partire dalla Sentenza 4184/2012 della Corte di Cassazione l'ordinamento italiano prevedeva la piena esistenza e validità delle nozze celebrate in un paese estero, previo rispetto delle leggi locali durante la celebrazione, in quanto la Suprema Corte ha ritenuto che i matrimoni omosessuali celebrati all'estero non contrastassero più con l'ordine pubblico dell'ordinamento italiano, facendo cadere l'ostacolo principale alle trascrizioni dei matrimonio omosessuali celebrati all'estero. 
Tuttavia la stessa sentenza in cui la Corte di Cassazione rigettò il ricorso proposto da una coppia di cittadini italiani che, unitisi in matrimonio a L'Aia nel 2002, chiesero al Comune di Latina la trascrizione del loro atto di matrimonio., rilevava che il matrimonio omosessuale celebrato all'estero, pur esistente e valido, non poteva estendere i suoi effetti nell'ordinamento italiano, mancando una normativa che consentisse in Italia l'accesso al matrimonio o ad analogo istituto da parte di coppie formate da persone dello stesso sesso.
Un'analoga unione celebratasi a New York nel 2012, fu invece riconosciuta valida nel 2014 dal Tribunale di Grosseto, che ordinò al comune di Grosseto l'iscrizione nel registro dello stato civile. L'ordinanza del Tribunale di Grosseto fu comunque successivamente annullata dalla Corte d'Appello di Firenze.
A partire dal 30/06/2014 i matrimoni celebrati all'estero tra cittadini italiani o tra un cittadino italiano e un cittadino straniero, potevano già essere trascritti nei registri di stato civile del Comune di Napoli per effetto della Direttiva emanata al riguardo dal Sindaco Luigi de Magistris in data 23/06/2014.

### Stato civile
L'unione civile incide sullo stato coniugale della persona, come previsto dall'art. 86 del codice civile e gli atti dell'unione civile o del suo scioglimento sono conservati presso il registro dello stato civile.

### Successione
In relazione alla successione, si applica all'unione civile parte della disciplina contenuta nel libro Secondo del Codice Civile (Delle Successioni, artt. 456-809).
Con l'eccezione delle disposizioni del codice civile non richiamate espressamente e di quelle della legge sull'adozione, le disposizioni contenenti le parole «coniuge», «coniugi», «marito» e «moglie», ovunque ricorrano nelle leggi, nei regolamenti, negli atti amministrativi e nei contratti collettivi, trovano applicazione anche alla parte della unione civile tra persone dello stesso sesso.
Per le coppie conviventi (coppie di fatto) resta invece in vigore quanto previsto in precedenza:  il convivente superstite non è erede dell'altro, a meno che non sia nominato nel testamento.
Tra i conviventi, infatti, non esiste alcun diritto legale alla successione. Naturalmente il convivente può essere nominato erede, come qualunque altra persona, per testamento. L'inconveniente di tale soluzione, però, è che per testamento si può disporre solo di una quota del proprio patrimonio, chiamata appunto "disponibile". Se si hanno parenti di primo grado (cioè figli, coniuge separato, genitori), questi hanno diritti su parte del patrimonio, e potrebbero chiedere la "legittima", cioè la parte che spetta loro del patrimonio del defunto a prescindere dalla sua volontà.

## Decreti attuativi
Entro trenta giorni dalla data di entrata in vigore della legge con Decreto del Presidente del Consiglio dei Ministri su proposta del Ministro dell'Interno, vengono stabilite le disposizioni transitorie necessarie per la tenuta dei registri nell'archivio dello stato civile per il tempo dell'entrata in vigore dei decreti legislativi adottati dal Governo.
Entro sei mesi dalla data di entrata in vigore della legge (entro il 5 dicembre) il governo è delegato ad adottare uno o più decreti legislativi in materia di unione civile tra persone dello stesso sesso nel rispetto dei seguenti principi e criteri direttivi:
a) adeguamento alle previsioni della presente legge delle disposizioni dell'ordinamento dello stato civile in materia di iscrizioni, trascrizioni e annotazioni (attuato dal decreto legislativo 5/2017)
b) modifica e riordino delle norme in materia di diritto internazionale privato, prevedendo l'applicazione della disciplina dell'unione civile tra persone dello stesso sesso regolata dalle leggi italiane alle coppie formate da persone dello stesso sesso che abbiano contratto all'estero matrimonio, unione civile o altro istituto analogo (attuato dal decreto legislativo 6/2017)
c) modificazioni ed integrazioni normative per il necessario coordinamento con la presente legge delle disposizioni contenute nelle leggi, negli atti aventi forza di legge, nei regolamenti e nei decreti. (attuato dal decreto legislativo 7/2017)
I decreti sono stati approvati dal Consiglio dei Ministri nel novembre 2016 dal Governo Renzi. Dopo aver ottenuto il parere favorevole delle Commissioni Affari Costituzionali e Bilancio di Camera e Senato, i decreti sono stati approvati in via definitiva dal Governo Gentiloni.

## Decreto provvisorio e formulario
Con il Decreto del Presidente del Consiglio dei Ministri 23 luglio 2016 n. 144 pubblicato in Gazzetta Ufficiale il 28 luglio 2016 ed entrato in vigore il 29 luglio 2016 vengono stabilite le modalità di celebrazione dell'unione civile e di tenuta dei registri delle unioni civili provvisori, lo stesso giorno è entrato in vigore il Decreto del Ministero dell'Interno 28 luglio 2016 recante le formule per gli adempimenti dello stato civile in materia di unioni civili tra persone dello stesso sesso. Entrambi i decreti sono rimasti in vigore fino all'entrata in vigore dei decreti legislativi previsti dalla legge 76/2016 di cui sopra.
Anche prima dell'entrata in vigore del decreto attuativo provvisorio (29 luglio 2016) i comuni hanno scelto in casi di emergenza di celebrare unioni civili in quanto la legge era in vigore dal 5 giugno 2016, come nel caso della prima unione civile celebrata a Milano tra due donne, di cui una malata terminale scomparsa due giorni dopo la celebrazione.
La prima unione civile tra due uomini celebrata in Italia, per effetto della legge 76/2016, è quella di Giovanni Giovannini e Gianluca Zoffoli che ha deciso, inoltre, con l'atto di unione di prendere anche il cognome di suo marito: Giovannini. Celebrata nella sala del Consiglio del comune di Lugo dal sindaco Davide Ranalli il 24 giugno 2016 e registrata ufficialmente nei registri delle unioni civili e dei matrimoni - Parte II - Serie C in data 5 luglio 2016 .
La prima unione civile celebrata in Italia fra due donne è quella di Elena Vanni e Deborah Piccinini celebrata nel comune di Castel San Pietro Terme dal sindaco Fausto Tinti il 23 luglio 2016 a poco più di 24 anni dalla prima celebrazione simbolica avvenuta in Italia il 27 giugno 1992 a Milano
La prima unione civile celebrata in vigenza dei decreti attuativi e quindi celebrata formalmente nel pieno rispetto di tutte le norme vigenti è quella celebrata a Reggio Emilia tra lo scrittore Piergiorgio Paterlini e Marco Sotgiu.

## Circolare attuativa sulle convivenze
Con la circolare n.7 il Ministero dell'Interno ha chiarificato che in merito alla seconda parte della legge relativa alle convivenze "l'attività degli uffici anagrafici riguarderà, quindi, l'iscrizione delle convivenze di fatto, la registrazione dell'eventuale contratto di convivenza, ed il rilascio delle relative certificazioni".
La circolare dispone che "l'iscrizione delle convivenze di fatto dovrà essere eseguita secondo le procedure già previste e disciplinate dall'ordinamento anagrafico ed, in particolare, dagli artt. 4 e 13, D.P.R. n. 223/1989, come espressamente richiamati dal comma 37 dell'art. 1 della legge n. 76/2016".
In merito al contratto di convivenza specifica che "la registrazione del contratto di convivenza costituisce invece un adempimento nuovo, che l'ordinamento ha configurato quale base giuridica della opponibilità del contratto ai terzi. In particolare l'ufficiale di anagrafe del comune di residenza dei conviventi, ricevuta copia del contratto di convivenza, trasmessa dal professionista, dovrà tempestivamente procedere: 1) a registrare, nella scheda di famiglia dei conviventi oltre che nelle schede individuali, la data e il luogo di stipula, la data e gli estremi della comunicazione da parte del professionista; 2) ad assicurare la conservazione agli atti dell'ufficio della copia del contratto. Anche la successiva risoluzione del contratto di convivenza dovrà essere registrata - nella scheda di famiglia dei conviventi, oltre che nelle schede individuali - mediante indicazione della data e del luogo della risoluzione, della causa e degli estremi della notifica, da parte del professionista, o della comunicazione, da parte dell'ufficiale dello stato civile. Alla registrazione della risoluzione l'ufficiale dovrà procedere nei casi in cui riceva uno dei seguenti atti: - notifica da parte del professionista dell'intervenuta risoluzione per accordo delle parti (comma 59, lettera a, in combinato disposto con il comma 51); - notifica da parte del professionista dell'intervenuta risoluzione per recesso unilaterale di una parte (comma 59, lettera b, in combinato disposto con il comma 61). comunicazione dell'ufficio di stato civile riguardante il matrimonio o l'unione civile tra i conviventi o tra uno dei conviventi ed altra persona (comma 59, lettera c, in combinato disposto con l'art. 12 del regolamento anagrafico); notifica da parte del professionista dell'intervenuta risoluzione per morte di una parte (comma 59, lettera d, in combinato disposto con il comma 63)".
Infine la stessa circolare conclude che "in ordine, infine, alle certificazioni anagrafiche - che dovranno contenere i dati contrattuali registrati nelle schede, come sopra evidenziati - si richiama l'attenzione sul trattamento dei dati personali contenuti nelle stesse che, come contemplato nel comma 55, deve avvenire conformemente alla normativa prevista dal decreto legislativo n. 196/2003 (codice della privacy), garantendo il rispetto della dignità degli appartenenti al contratto di convivenza".

## Iniziative di enti locali e di aziende private prima della Legge Cirinnà

### I registri delle unioni civili

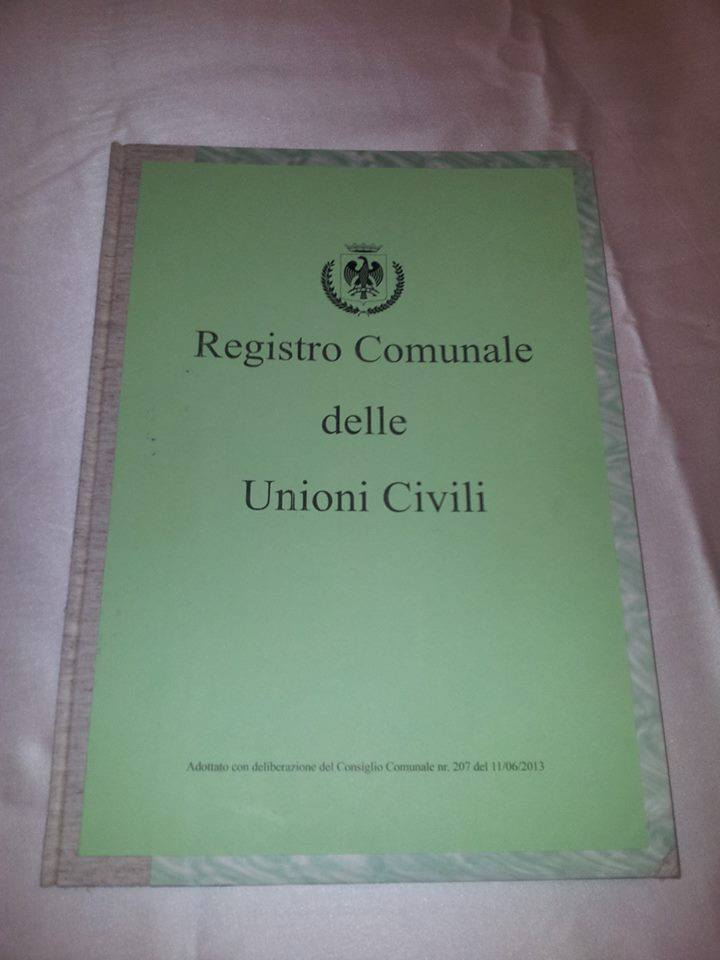
Registro delle unioni civili del comune di Palermo

Il movimento LGBT, per sollecitare l'approvazione di una legge nazionale sulle unioni civili, dagli anni novanta, ha chiesto in diverse città italiane l'istituzione a livello comunale di registri anagrafici delle unioni civili.
Per una coppia, gay o meno, la registrazione anagrafica della convivenza avrebbe assunto solo un significato simbolico, a meno che il singolo Comune non decidesse di aggiungere al valore simbolico dell'unione diritti reali (ad esempio, accesso agli alloggi popolari).
Il primo comune a dotarsi di un registro, con una delibera del 21 ottobre 1993, fu Empoli; tuttavia il Co.Re.Co, il Comitato regionale di controllo, bocciò nemmeno un mese dopo la delibera comunale. 
Solo nel 2001 il TAR della Toscana ha accolto il ricorso del Comune di Empoli contro la sentenza del Co.Re.Co, dando ufficialmente il via libera a quel registro.
Pisa seguì immediatamente l'esempio di Empoli, il 7 giugno 1996, ma ancora una volta la delibera fu bocciata dal Co.Re.Co della Toscana, con un provvedimento datato 28 giugno. Il 7 luglio la città toscana riuscì a dotarsi di un registro e la prima coppia ad iscriversi civilmente, il 20 febbraio 1998, è stata eterosessuale.
Con deliberazione di Giunta Comunale di Napoli n. 451 del 07/06/2012 è stata definita l'organizzazione e la disciplina per l'iscrizione e la cancellazione nel registro amministrativo delle Unioni Civili. Napoli, con il sindaco Luigi de Magistris, e grazie al supporto del Coordinamento Campania Rainbow e del tavolo permanente LGBT del Comune di Napoli, risulta essere il primo grande Comune italiano ad attuare il Registro delle Unioni Civili.
Il 20 luglio 2012 a Cagliari con delibera della Giunta Comunale n. 140 venne istituito il Registro delle Unioni di fatto e Convivenze, come previsto dal programma elettorale di Massimo Zedda e il seguente 27 luglio 2012 venne istituito a Milano il registro delle unioni civili, come previsto dal programma elettorale di Giuliano Pisapia.
Nel luglio del 2013 diventa operativo il registro delle unioni civili del comune di Palermo, che permette la parità di accesso delle coppie iscritte al registro ai servizi comunali rispetto alle coppie sposate.. Ad ottobre 2013 il comune di Anacapri si è dotato del Registro. Il 28 gennaio 2015 anche il Consiglio Comunale di Roma approva il Registro delle Unioni Civili per la Capitale.

### Le regioni e le unioni civili
Prima del 2016, oltre ai comuni anche alcune regioni italiane hanno approvato statuti che contenevano segnali di apertura per una legge sulle unioni civili, anche omosessuali.
Tra le prime regioni a dotarsi di uno statuto c'è stata la Calabria, il 6 luglio 2004.
Un articolo di tale statuto sostiene il "riconoscimento delle formazioni sociali, culturali, economiche e politiche nelle quali la personalità umana, promuovendo il libero svolgimento delle loro funzioni ed attività". Il riferimento alle nuove famiglie, per quanto velato, è chiaro.
Maggiore è la chiarezza nello statuto della Toscana, approvato il 19 luglio 2004, che "tutela la valorizzazione della famiglia fondata sul matrimonio" e che, tra le finalità prioritarie della regione, individua "il riconoscimento delle altre forme di convivenza" rifiutando "ogni forma di xenofobia e di discriminazione legata all'etnia, all'orientamento sessuale".
Anche lo Statuto dell'Umbria, approvato il 2 settembre 2004 è favorevole alle unioni civili. La regione riconosce "i diritti della famiglia e adotta ogni misura idonea a favorire l'adempimento dei compiti che la Costituzione le affida" e "tutela altresì forme di convivenza".
L'Emilia-Romagna, infine, il 14 settembre 2004, ha riconosciuto l'importanza "delle formazioni sociali attraverso le quali si esprime e si sviluppa la dignità della persona e, in questo quadro, lo specifico ruolo sociale proprio della famiglia, promuovendo le condizioni per il suo efficace svolgimento".
La maggior parte degli statuti si rifà alla Carta dei diritti fondamentali dell'Unione europea che all'articolo 9 sancisce, tra i diritti fondamentali della persona, il "Diritto di sposarsi e di costituire una famiglia".
L'apertura alle nuove famiglie negli Statuti regionali è stata oggetto di un conflitto tra istituzioni. Il Governo della XIV legislatura (2001-2006), di centro-destra, ha impugnato lo Statuto della Toscana, dell'Umbria e dell'Emilia-Romagna, facendo ricorso alla Corte Costituzionale contestando "profili di illegittimità costituzionale per talune disposizioni".
La Corte Costituzionale ha respinto sia il ricorso contro l'Umbria che quello contro la Toscana.

### Aziende private e a partecipazione pubblica
Pur non essendo riconosciuto in Italia il congedo matrimoniale per le coppie omosessuali sposate all'estero sono molte le aziende pubbliche e private che lo riconoscono.
Nel marzo 2015 l'ATAC, la municipalizzata dei trasporti romani, ha concesso 15 giorni di congedo matrimoniale a un suo autista dopo l'iscrizione nel registro delle coppie di fatto in Campidoglio: era successo anche a Palermo pochi mesi prima, stessa situazione. L'Alma Mater Studiorum - Università di Bologna ha fatto altrettanto con tre diversi docenti.
In seguito è stato il Massimo di Palermo ad accordare, primo teatro in Italia, permessi matrimoniali ai suoi dipendenti, per nozze o unioni civili. È una pratica ormai consolidata in DHL (qui basta il certificato di convivenza rilasciato dal comune, anche in assenza di registro), Ikea (che prevede pure permessi familiari per occuparsi dei figli non biologici, basta il certificato anagrafico di convivenza), Servizi Italia e Call & Call, Telecom e Intesa Sanpaolo.
Nel novembre del 2015 anche la multinazionale Synlab ha firmato un accordo sindacale che prevede permessi per decesso o grave infermità del partner, aspettativa per gravi motivi familiari, congedo matrimoniale. L'accordo, però, è stato firmato solo dai sindacati autonomi Cobas e Cub, ma non da Cgil e Cisl. La Cisl si sarebbe sfilata affermando che: «Con tutti i problemi che abbiamo in questo momento, non sembrava un argomento prioritario. Preferiamo attendere una legge nazionale alla quale ispirarci». Anche la Cgil pur mostrando inizialmente adesione all'iniziativa, poi i delegati si sono defilati. Alla domanda perché la Cgil si è tirata indietro, i responsabili hanno accusato «l'azienda di aver dato un'accelerazione improvvisa e incomprensibile alla trattativa».

### Parlamentari e giornalisti
Nel 1990 è stata votata una legge per i soli parlamentari che prevede l'estensione dell'assistenza sanitaria per i partner conviventi "more uxorio" da almeno tre anni. La legge così tratta i conviventi come legittimi sposi (Regolamento di assistenza sanitaria integrativa dei Deputati, art. 2, lettera "d"). Ultimamente ai partner di fatto è stato riconosciuto anche la reversibilità della pensione. Tale vitalizio è riconosciuto anche al partner di fatto dei consiglieri regionali.
Anche i giornalisti che iscrivono il/la partner convivente alla Casagit possono beneficiare dell'assistenza sanitaria a pagamento nella stessa forma dei coniugi dei giornalisti.

### Il contratto di convivenza
Il 2 dicembre 2013, quando la situazione legislativa risultava molto lacunosa, il Consiglio del notariato approvò l'adozione dei contratti di convivenza, con i quali si sfruttavano i buchi legislativi dell'ordinamento italiano per dare una tutela minima ad una coppia di fatto che non può contrarre matrimonio né vedeva il proprio matrimonio riconosciuto dallo Stato Italiano. 
I vantaggi che se ne ricavavano erano tendenzialmente pochi e di natura strettamente economica. Tali contratti potevano essere stipulati rivolgendosi ad un qualsiasi notaio.

## Pareri, risoluzioni e sentenze fino al 2015
La giurisprudenza, anche prima di una legge specifica era orientata a ricomprendere la coppia di fatto, anche omosessuale, quale formazione sociale, nell'alveo delle tutele previste all'articolo 2 della Costituzione italiana secondo cui la Repubblica riconosce e garantisce i diritti inviolabili dell'uomo, sia come singolo sia nelle formazioni sociali ove si svolge la sua personalità.

### Decisione del 17 settembre 2009 del Garante della privacy
Il Garante della privacy, nel 2009, ha riconosciuto il diritto del convivente a richiedere copia della cartella clinica del/la compagno/a deceduto/a, nonostante l'opposizione degli eredi.

### Sentenza 138/2010 della Corte costituzionale
Interpellata in merito alla costituzionalità di alcuni articoli del Codice Civile che, di fatto, a causa della terminologia utilizzata, impediscono il matrimonio tra individui dello stesso sesso, la Corte costituzionale ha emesso una sentenza nella quale le unioni civili sono chiaramente chiamate in causa. Dichiarando inammissibili e non fondati i due ricorsi sollevati dal Tribunale di Venezia e dalla Corte d'appello di Trento (fine dei quali era il riconoscimento del matrimonio civile tra individui dello stesso sesso) la Consulta ha chiarito alcune questioni legate a tale argomento. 
Avendo definito, da parte del legislatore, la mancanza dell'obbligo di estendere alle coppie omosessuali la possibilità di accedere all'istituto del matrimonio (lasciando quindi discrezionalità al parlamento su questo punto) la Consulta ha affermato che, nonostante ciò, le coppie omosessuali devono comunque vedere soddisfatta l'aspirazione all'accesso a determinati diritti. Così, i giudici, spiegano il concetto:
"L'art. 2 Cost. dispone che la Repubblica riconosce e garantisce i diritti inviolabili dell'uomo, sia come singolo sia nelle formazioni sociali ove si svolge la sua personalità e richiede l'adempimento dei doveri inderogabili di solidarietà politica, economica e sociale. Orbene, per formazione sociale deve intendersi ogni forma di comunità, semplice o complessa, idonea a consentire e favorire il libero sviluppo della persona nella vita di relazione, nel contesto di una valorizzazione del modello pluralistico. In tale nozione è da annoverare anche l'unione omosessuale, intesa come stabile convivenza tra due persone dello stesso sesso, cui spetta il diritto fondamentale di vivere liberamente una condizione di coppia, ottenendone – nei tempi, nei modi e nei limiti stabiliti dalla legge – il riconoscimento giuridico con i connessi diritti e doveri".
Escludendo che la realizzazione di tali aspirazioni "possa essere realizzata soltanto attraverso una equiparazione delle unioni omosessuali al matrimonio" i giudici invitano ad esaminare le legislazioni dei Paesi che finora hanno riconosciuto le unioni suddette. Al tempo in cui è stata emessa la sentenza, la maggioranza dei Paesi dell'Europa occidentale non consentiva alle coppie dello stesso sesso di accedere al matrimonio e prevedeva svariate disparità di trattamento legale tra coppie di sesso diverso unite in matrimonio e coppie dello stesso sesso riconosciute tramite varie forme di unioni civili. 
La Francia, ad esempio, ancora consentiva il matrimonio alle sole coppie di sesso diverso e riconosceva le coppie dello stesso sesso unicamente tramite il patto civile di solidarietà e il concubinage, che comportavano un trattamento legale piuttosto diverso da quello spettante ai coniugi; la Germania all'epoca non prevedeva per le coppie dello stesso sesso in unione registrata parità di trattamento legale rispetto ai coniugi né in materia fiscale né in materia di prerogative quali l'adozione del figlio adottivo del partner.

### Risoluzione del 13 marzo 2012 del Parlamento europeo
Il 13 marzo 2012 il Parlamento europeo ha votato a maggioranza una risoluzione, secondo la quale gli Stati membri dell'Unione europea (fra cui ovviamente l'Italia) non devono dare al concetto di famiglia "definizioni restrittive" allo scopo di negare protezione alle coppie omosessuali e ai loro figli.
Immediatamente dopo, il 15 marzo 2012, e quindi senza appoggiarsi sulla Risoluzione, ma arrivando indipendentemente a conclusioni simili, la Corte di cassazione italiana depositava una sentenza molto importante sul tema, la n. 4184/2012.

### Sentenza 4184/2012 della Corte di Cassazione
La Corte di Cassazione, con sentenza n. 4184/2012, depositata il 15 marzo 2012, ha affermato che, in alcune specifiche situazioni, le coppie omosessuali hanno il pieno diritto di rivolgersi al giudice per far valere il diritto ad un trattamento omogeneo a quello assicurato dalla legge alla coppia coniugata.
Nella stessa pronuncia si afferma che i componenti della coppia omosessuale, a prescindere dall'intervento del legislatore in materia, sono titolari del diritto alla vita familiare, del diritto inviolabile di vivere liberamente una condizione di coppia e del diritto alla tutela giurisdizionale di specifiche situazioni.
La Corte ha inoltre precisato che la differenza di sesso non è più da considerare quale elemento naturalistico del matrimonio.
Secondo la massima (cioè il riassunto ufficiale) della sentenza il matrimonio contratto all'estero non è trascrivibile nei registri dello stato civile italiano. Tuttavia, esso può produrre effetti anche in Italia, quali il sorgere del diritto della coppia gay alla vita familiare e all'unità della coppia.
Più precisamente, nelle motivazioni della sentenza i Giudici della Suprema Corte hanno affermato espressamente che: "i componenti della coppia omosessuale, conviventi in stabile relazione di fatto, se - secondo la legislazione italiana - non possono far valere né il diritto a contrarre matrimonio né il diritto alla trascrizione del matrimonio contratto all'estero, tuttavia - a prescindere dall'intervento del legislatore in materia - quali titolari del diritto alla "vita familiare" e nell'esercizio del diritto inviolabile di vivere liberamente una condizione di coppia e del diritto alla tutela giurisdizionale di specifiche situazioni, segnatamente alla tutela di altri diritti fondamentali, possono adire i giudici comuni per far valere, in presenza appunto di "specifiche situazioni", il diritto ad un trattamento omogeneo a quello assicurato dalla legge alla coppia coniugata e, in tale sede, eventualmente sollevare le conferenti eccezioni di illegittimità costituzionale delle disposizioni delle leggi vigenti, applicabili nelle singole fattispecie, in quanto ovvero nella parte in cui non assicurino detto trattamento, per assunta violazione delle pertinenti norme costituzionali e/o del principio di ragionevolezza".
La I Sezione civile del Tribunale di Reggio Emilia si è spinta oltre. In una recente sentenza, ha affrontato il problema della definizione di "coniuge" ai fini del diritto al permesso di soggiorno. Giudicando il caso di un italiano sposato con cittadino extracomunitario in Spagna ha sancito che "il termine coniuge non può essere interpretato secondo la normativa italiana", ma secondo il diritto comunitario. E quindi ha riconosciuto, ai fini del permesso di soggiorno, il matrimonio contratto in Spagna da due uomini, l'uno italiano, l'altro extracomunitario (nel caso, uruguayano). Al giovane uruguayano è stato concesso, in base a tale sentenza, il permesso di soggiorno. È la prima volta in Italia. Per essere più precisi, il Tribunale, come la Cassazione nella sentenza di cui sopra, non ha riconosciuto il matrimonio, ma, sulla base di tale atto, il diritto della coppia gay ad avere una vita familiare in Italia.

### Sentenza C-267/12 della Corte di giustizia dell'Unione europea
Nel dicembre 2013 la Corte di giustizia dell'Unione europea ha stabilito che il congedo matrimoniale deve essere concesso anche alle coppie omosessuali che abbiano contratto un Pacs.
La sentenza depositata dai giudici di Lussemburgo (causa C–267/12) riguarda un cittadino francese che ha fatto causa al suo datore di lavoro (il Credit Agricole mutuel) prima della legge che in Francia ha regolamentato le nozze omosessuali. La vicenda era alla fine approdata alla Corte di Cassazione francese che a sua volta ha girato la questione alla Corte UE. E qui gli è stato riconosciuto il diritto di usufruire del congedo matrimoniale e del premio previsto dal contratto collettivo nazionale del Crédit Agricole.
Causa la funzione nomofilattica in ambito comunitario della Corte europea, tale sentenza costituisce un criterio orientatore della giurisprudenza in tutti gli Stati dell'Unione europea in cui il matrimonio è precluso alle coppie omosessuali e nei quali però vige il sistema dei Patti civili di solidarietà o le unioni civili; tuttavia, nel 2015, in Italia l'azienda Sanitaria di Bressanone ha rifiutato la possibilità di concedere il congedo matrimoniale ad una coppia gay (un italiano ed un austriaco) sposata regolarmente in Austria.

### Sentenza 170/2014 della Corte costituzionale
L'11 giugno 2014 la Corte Costituzionale ha emesso una sentenza in cui le unioni civili sono ancora chiamate in causa. La Corte ha infatti dichiarato incostituzionali le norme dell'ordinamento italiano che disciplinano l'automatico scioglimento del matrimonio in seguito al cambiamento di sesso di uno dei coniugi laddove non consentono ai coniugi stessi, dopo lo scioglimento del matrimonio, di mantenere in vita un rapporto di coppia giuridicamente regolato con altra forma di convivenza registrata, che tuteli adeguatamente i diritti ed obblighi della coppia medesima, con le modalità da statuirsi dal legislatore.
Dalla sentenza: 
"La Corte Costituzionale [...] dichiara l'illegittimità costituzionale degli artt. 2 e 4 della legge 14 aprile 1982, n. 164 (Norme in materia di rettificazione di attribuzione di sesso), nella parte in cui non prevedono che la sentenza di rettificazione dell'attribuzione di sesso di uno dei coniugi, che provoca lo scioglimento del matrimonio o la cessazione degli effetti civili conseguenti alla trascrizione del matrimonio, consenta, comunque, ove entrambi lo richiedano, di mantenere in vita un rapporto di coppia giuridicamente regolato con altra forma di convivenza registrata, che tuteli adeguatamente i diritti ed obblighi della coppia medesima, con le modalità da statuirsi dal legislatore"
Nella sentenza si legge anche: 
"Sarà, quindi, compito del legislatore introdurre una forma alternativa (e diversa dal matrimonio) che consenta ai due coniugi di evitare il passaggio da uno stato di massima protezione giuridica ad una condizione, su tal piano, di assoluta indeterminatezza. E tal compito il legislatore è chiamato ad assolvere con la massima sollecitudine per superare la rilevata condizione di illegittimità della disciplina in esame per il profilo dell'attuale deficit di tutela dei diritti dei soggetti in essa coinvolti."

### Sentenza del 21 luglio 2015 Corte europea dei diritti dell'uomo
L'Italia è stata condannata nel 2015 dalla Corte europea dei diritti dell'uomo (Caso "Oliari ed altri contro Italia") per la violazione dell'art. 8 della Convenzione dei diritti dell'uomo che sancisce il diritto alla vita privata e familiare, tra cui può essere ricompresa una relazione affettiva tra persone dello stesso sesso protetta dall'ordinamento anche non necessariamente mediante l'istituto matrimoniale. L'art. 12 della Convenzione non esclude che gli Stati estendano il modello matrimoniale anche alle persone dello stesso sesso, tuttavia non prevede nessun obbligo in tal senso. Il legislatore italiano ha infatti scelto la strada di un nuovo istituto giuridico analogo al matrimonio per le coppie formate da persone dello stesso sesso.

## Statistiche
Secondo i dati ISTAT al 1º gennaio 2018 le persone residenti in Italia unite civilmente erano circa 13.300, di cui il 68.3% di sesso maschile, ripartite tra Nord (56.8%), Centro (31.5%) e Sud (11.7%). L'età media stimata delle persone in questione fu di 49,5 anni per gli uomini e di 45,9 anni per le donne.
Dopo 2 anni dall'emanazione della legge sono state 8.506 le coppie omosessuali che si sono unite civilmente. Si stima che entro il 2050 superino quota 100.000 grazie a coloro che sono nati tra il 2000-2020 che si uniranno entro quell’anno.
Dalle statistiche di fonte ISTAT prevalgono le unioni maschili, anche se si assiste ad una progressiva equiparazione di quelle femminili. Solo il 26,71% delle unioni civili celebrate nel 2023 era in regime di comunione dei beni, contro il 29,58 del 2022, il 29,00% del 2021, il 30,5% del 2020, il 32,9% del 2019 ed il 34,7% del 2018.
| Anno | Maschili - %   | Femminili - %  | Totale |
| ---- | -------------- | -------------- | ------ |
| 2016 | 1.720 - 73,63% | 616 - 26,37%   | 2.336  |
| 2017 | 2.962 - 67,69% | 1.414 - 32,31% | 4.376  |
| 2018 | 1.802 - 64,17% | 1.006 - 35,83% | 2.808  |
| 2019 | 1.428 - 62,17% | 869 - 37,83%   | 2.297  |
| 2020 | 961 - 62,44%   | 578 - 37,56%   | 1.539  |
| 2021 | 1.225 - 57,03% | 923 - 42,97%   | 2.148  |
| 2022 | 1.595 - 56,67% | 1.219 - 43,33% | 2.813  |
| 2023 | 1.694 - 56,11% | 1.325 - 43,89% | 3.019  |